# 笛卡儿叶形线

笛卡尔叶形线是一个代数曲线，首先由笛卡儿在1638年提出。笛卡儿叶形线的隐式方程为： 
{\displaystyle x^{3}+y^{3}-3axy=0.\,}
在极坐标中的方程为：
{\displaystyle r={\frac {3a\sin \theta \cos \theta }{\sin ^{3}\theta +\cos ^{3}\theta }}.}
這個名字來自 拉丁文 的 folium ，意思是 "leaf"（葉子）。

## 曲线的特征

### 切线的方程
利用隐函数的求导法则，我们可以求出y'：
{\displaystyle {\frac {dy}{dx}}={\frac {ay-x^{2}}{y^{2}-ax}}.}
利用直线的点斜式方程，我们可以求出点{\displaystyle (x_{1},y_{1})}处的切线方程：
{\displaystyle y-y_{1}={\frac {ay_{1}-x_{1}^{2}}{y_{1}^{2}-ax_{1}}}(x-x_{1}).}

### 水平和竖直切线
当{\displaystyle ay-x^{2}=0}时，笛卡儿叶形线的切线是水平的。所以： 
{\displaystyle x=a{\sqrt[{3}]{2}}.}
当{\displaystyle y^{2}-ax=0}时，笛卡儿叶形线的切线是竖直的。所以：
{\displaystyle y=a{\sqrt[{3}]{2}}.}
这可以通过曲线的对称来解释。我们可以看到，曲线有两条水平切线和两条竖直切线。笛卡儿叶形线关于{\displaystyle y=x}对称，所以如果水平切线有坐标{\displaystyle (x_{1},y_{1})}的话，则一定有一个对应的竖直切线，坐标为{\displaystyle (y_{1},x_{1})}。

### 渐近线
曲线有一条渐近线：
{\displaystyle x+y+a=0.}
这个渐近线的斜率是-1，x截矩和y截矩都是-a。